# الدوري الإيطالي 1975–76
الدوري الإيطالي الدرجة الأولى 1975–76 (بالإيطالية: Serie A 1975-1976)‏ هو موسم من الدوري الإيطالي الدرجة الأولى. أقيم خلال الفترة 5 أكتوبر 1975 وحتى 16 مايو 1976، وفاز فيه نادي تورينو.